# Parabole de l'homme fort

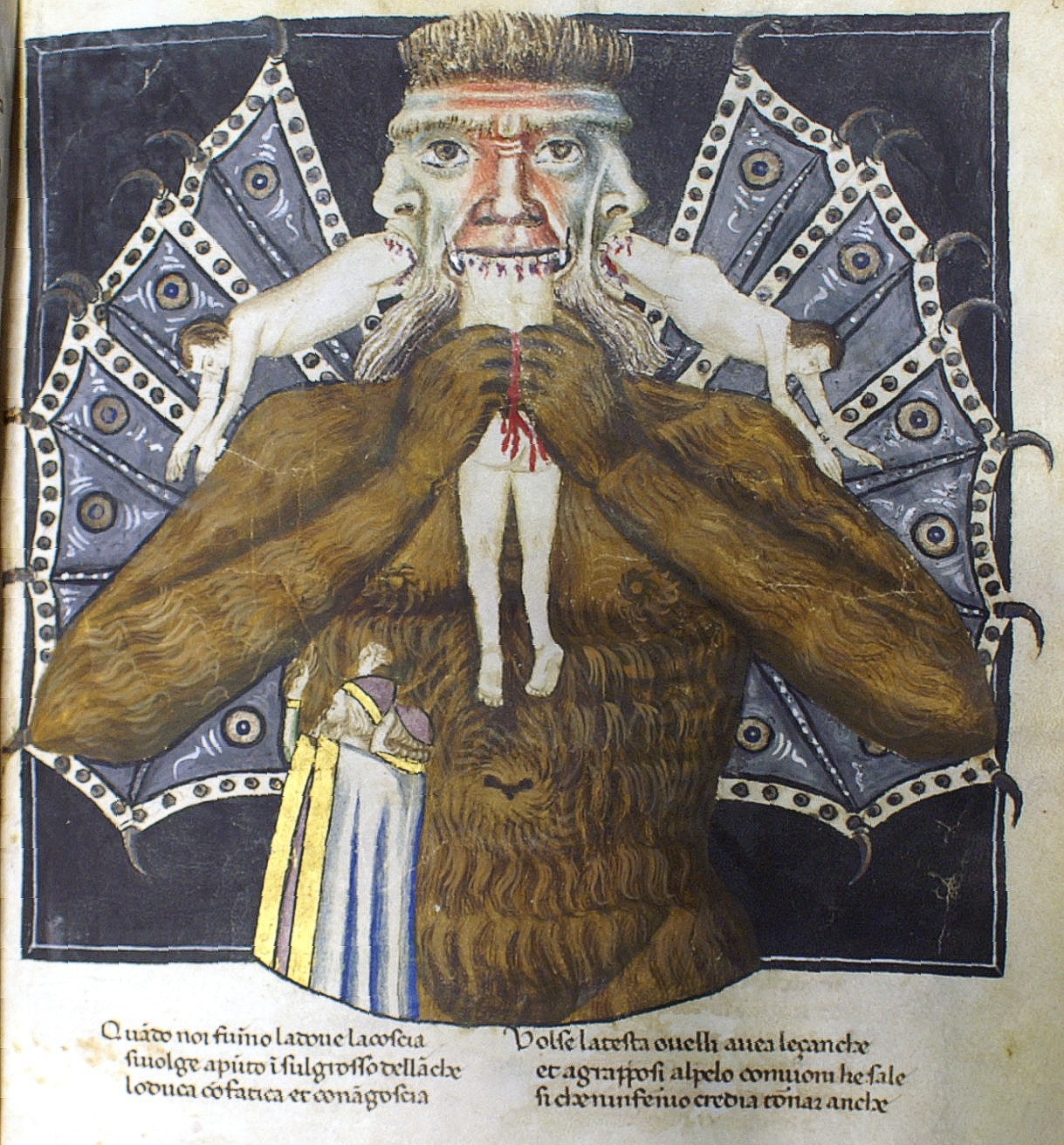
Représentation du diable selon Dante Alighieri.

L'Homme fort est une parabole de Jésus-Christ écrite dans plusieurs évangiles. Elle suit la guérison d'un possédé muet, et fait allusion au diable. 

## Texte
- Évangile selon Matthieu,12, 22-37 :

Jésus ayant guéri un démoniaque (un possédé) muet, les pharisiens le soupçonnent de chasser les démons "par le prince des démons" ; à leurs accusations, Jésus répond que c'est de Dieu, tout au contraire, qu'il tient son pouvoir de guérison. A l'appui de son raisonnement, il produit la parabole de l'homme fort :
"Les pharisiens, ayant entendu cela, dirent : Cet homme ne chasse les démons que par Béelzébul, prince des démons.
25 Comme Jésus connaissait leurs pensées, il leur dit : Tout royaume divisé contre lui-même est dévasté, et toute ville ou maison divisée contre elle-même ne peut subsister.
26 Si Satan chasse Satan, il est divisé contre lui-même; comment donc son royaume subsistera-t-il ?
27 Et si moi, je chasse les démons par Béelzébul, vos fils, par qui les chassent-ils ? C'est pourquoi ils seront eux-mêmes vos juges.
28 Mais, si c'est par l'Esprit de Dieu que je chasse les démons, le royaume de Dieu est donc venu vers vous.
29 Ou, comment quelqu'un peut-il entrer dans la maison d'un homme fort et piller ses biens, sans avoir auparavant lié cet homme fort ? Alors seulement il pillera sa maison ".
- Évangile selon Marc ; le contexte (Marc, 3, 22-30) est similaire ; la parabole elle-même est dans Marc 3, 27 :

"27.Personne ne peut entrer dans la maison d’un homme fort et piller ses biens, sans avoir auparavant lié cet homme fort ; alors il pillera sa maison".
- Évangile selon Luc, 11, 21-22 : Luc porte plus d'attention aux biens que possède l'homme fort :

« Lorsqu'un homme fort et bien armé garde sa maison, ce qu'il possède est en sûreté. Mais, si un plus fort que lui survient et le dompte, il lui enlève toutes les armes dans lesquelles il se confiait, et il distribue ses dépouilles. »
Traduction d'après la Bible traduite par Louis Segond.

## Qui sont "l'homme fort" et "le plus fort"?
- Selon la majorité des exégètes, l'homme fort serait Satan, et le plus fort, qui le dompte, lui enlève ses armes et pille sa maison serait Dieu, ou le Christ qui, par ses exorcismes, renverse le pouvoir des démons. Les possessions que Jésus arrache à Satan seraient alors les hommes[3].

- Selon certains exégètes, l'homme fort serait chaque individu, et le plus fort, qui le maîtrise et le dépouille, serait Satan ; la parabole constituerait donc un avertissement, plutôt que l'affirmation d'une victoire de Dieu sur le diable[4].

## Interprétation
Jesus-Christ a été envoyé sur terre pour ôter toutes forces au malin afin de l'anéantir. L'homme malade décrit dans la parabole du possédé muet peut-être interprété comme le peuple d’Israël. Alors que cette guérison est critiquée comme l’œuvre des forces du Mal, cette parabole explique que le Seigneur est envoyé pour détruire le diable installé sur terre, que le Mal ne se combat pas lui-même et que l'homme plus fort (le Seigneur) vient reprendre possession de sa maison et des peuples possédés devenus muets (par rapport à leurs prières)[source insuffisante].